# Apuleyo
Apuleyo (Madaura, 123/5-m. en torno a 180), a veces llamado Lucio Apuleyo —si bien el praenomen Lucio se toma del protagonista de una de sus obras, El asno de oro—, fue el escritor romano más importante del siglo II, muy admirado tanto en vida como por la posteridad. Posiblemente un bereber muy romanizado, nació en Madaura, ciudad romana de Numidia en la frontera con Getulia, en la actualidad conocida como M'Daourouch (en Argelia). En su tiempo fue una zona relativamente alejada de los principales centros culturales de la latinidad, radicados en Italia, aunque su desarrollo urbano y económico permitieron que, hacia el siglo II, importantes intelectuales y políticos romanos procedieran de la zona.

## Biografía
El padre de Apuleyo era un magistrado provincial que, de acuerdo con una inscripción hallada en el lugar, alcanzó el rango de alcalde de Madaura. De él heredó una cuantiosa fortuna, la cual consistía en un millón de sestercios para él y otro millón para su hermano. Tal cantidad era la necesaria para ingresar en el Senado romano en la época. Apuleyo estudió primero en Cartago, donde conoció las retóricas griega y latina, y luego en Atenas, donde, entre otras materias, se familiarizó con la filosofía platónica. 
Se le recuerda por sus Metamorfosis, novela alegórica y picaresca, también conocida como El asno de oro. No se tiene la certeza de que Lucio haya sido su nombre: fue a partir del personaje homónimo de la novela que se le comenzó a atribuir. Si bien está considerado como uno de los pocos escritores originales del siglo II, existe un antecedente de esta novela, Lucio o el asno, de origen griego, atribuida a Luciano de Samosata. En tal obra el protagonista tiene el mismo nombre y, aunque mucho menos elaborada y extensa, algunas de las aventuras narradas son parecidas. No obstante, existe una cierta ambigüedad en cuanto a la datación de esta obra, que pudiera ser una reelaboración posterior en griego; en todo caso, son obras que aparecen por la misma época.
Hombre deseoso de conocimientos, Apuleyo se interesó, además de por la filosofía, por la religión, la ciencia y la retórica. Tras ser iniciado en el culto de Isis, marchó a Roma a estudiar retórica. Más adelante, se dedicó a recorrer Asia Menor y Egipto para continuar sus estudios de filosofía y religión. 
Hacia 156-158, en el camino de Cartago a Egipto, paró en Oea (actual Trípoli), donde realizó una declamación pública en una basílica. Luego casó con una muy adinerada viuda de la localidad. Fue acusado entonces de usar la magia para conseguir los favores y riquezas de la viuda Pudentila; acusaciones provenientes de la familia de ésta. En su defensa declamó y publicó un agudo discurso, la Apología pro se liber, ante el procónsul de África, Claudio Máximo, y los magistrados de la ciudad de Sabratha, en la Tripolitania.
Triunfante en su discurso, se fue a vivir con Pudentila a una villa de ella a las afueras de Oea. La viuda poseía en el momento unos cuatro millones de sestercios y ya había otorgado a sus hijos vastos campos fértiles, cuatrocientos esclavos, enormes viviendas y mucho vino, trigo y aceitunas. Habitaron fuera de la ciudad para evitar dar la cantidad de cincuenta mil sestercios por el matrimonio de uno de los hijos de Pudentila. Tal hijo se convirtió en enemigo de Apuleyo, aunque este ya lo había recomendado al procónsul como abogado (se había educado en Roma y Atenas). Apuleyo refiere que, sin embargo, el susodicho se abandonó al vicio pasándose todo el tiempo con los gladiadores y no queriendo hablar latín, sino púnico. Las relaciones de estos hechos realizadas por el escritor nos refieren las riquezas y vida cotidiana de los adinerados norteafricanos en la época imperial.

## Obra

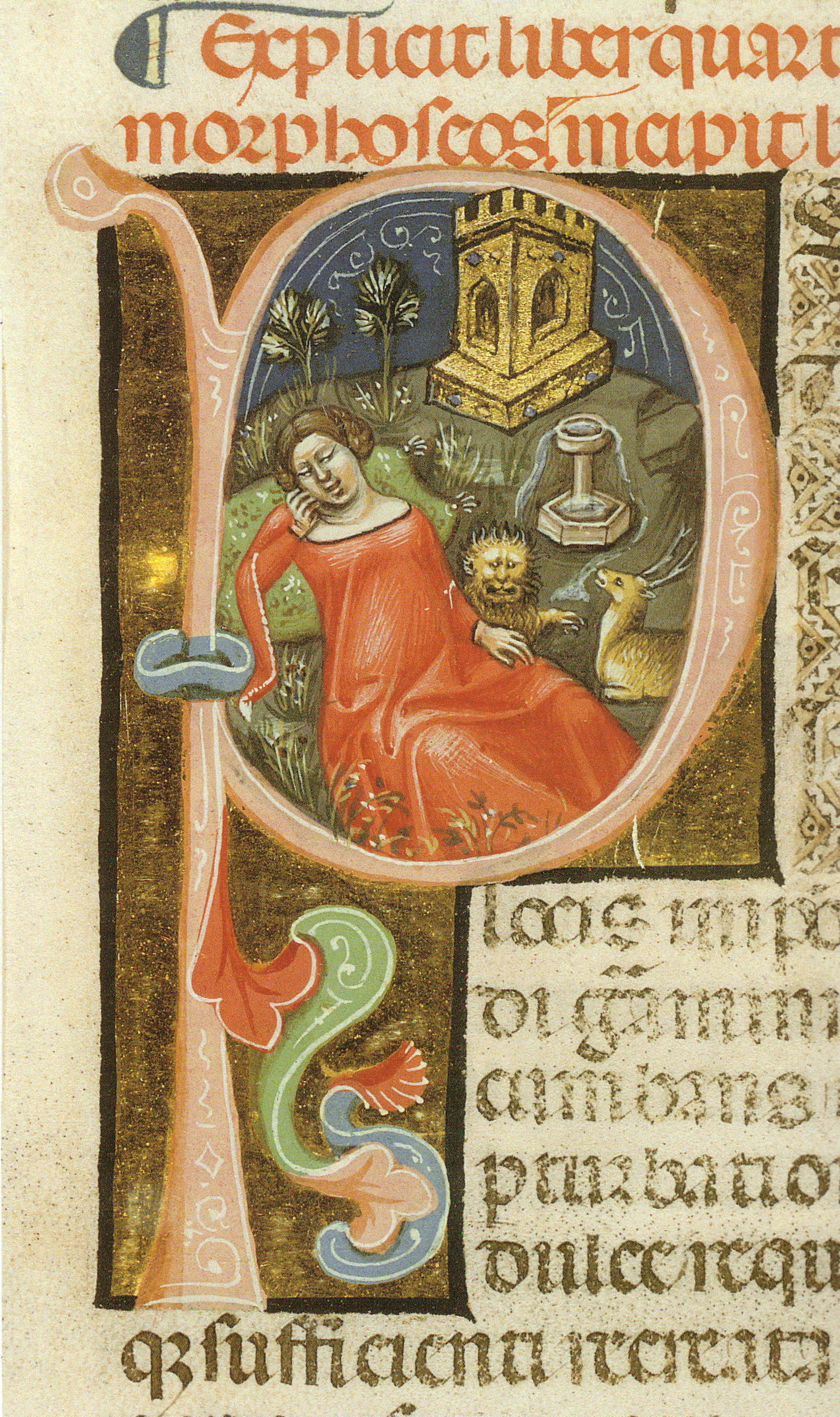
Psique en el jardín del amor, ilustración de las Metamorfosis de Apuleyo, c. 24. Manuscrito Vat. Lat. 2194 en la Biblioteca Apostólica Vaticana en Roma.

Su obra más conocida, El asno de oro (o Metamorfosis), es la única novela romana que ha sobrevivido completa. Se le puede considerar antecedente de un género literario, el de la novela picaresca, en el que luego encontraremos grandes desarrollos a partir del siglo XVI (se postulan influencias, por ejemplo, en distintos episodios del Quijote). Narra cómo el joven Lucio, víctima de un hechizo fallido que lo transforma en asno, sin perder sus facultades intelectuales —salvo el lenguaje—, pasa por varios amos y diversas aventuras. El tono humorístico es dominante, pero también hay reflexiones de tipo filosófico y religioso. Es una obra imaginativa, irreverente y divertida que relata las increíbles aventuras de Lucio metamorfoseado en asno. Bajo esta apariencia oye y ve gran número de cosas extrañas, las mismas que son relatadas como cuentos intercalados en la novela, hasta que Isis le devuelve su forma humana. Una interpolación desarrolla una de las más bellas muestras de la cuentística de la Antigüedad Clásica: la fábula de Eros y Psique (Cupido y Psique). Este relato es el más extenso de la novela y da cuenta de las tribulaciones del Alma (Psique) para alcanzar al Amor (Eros) y la inmortalidad. Como ya ha sido mencionado, hay algunas teorías que mantienen que la iniciación en los misterios de Isis relatada en el último libro de las Metamorfosis es autobiográfica.
La labor de Apuleyo también tuvo como objetivo la difusión de la filosofía (especialmente platónica), el saber retórico y la difusión de los cultos mistéricos predominantes en el Imperio romano. De su obra como filósofo han sobrevivido sólo textos con características de traducciones, con muy poco desarrollo personal: De deo Socratis (El demón de Sócrates, en donde expone la idea de los seres mediadores entre los dioses y los hombres), De Platone et eius dogmate (Sobre Platón y su doctrina, que es un compendio de los principales conceptos de la filosofía de Platón), De mundo (Sobre el mundo, recopilación de temas científicos procedentes del Liceo aristotélico).
Con respecto a la retórica, disciplina que se creó en Grecia pero que tuvo un auge importante en Roma gracias a tratados como los de Cicerón, Apuleyo dejó la única muestra de un discurso legal: Apología o De magia pro se liber (Apología o Discurso sobre la magia en defensa propia), así como un conjunto de fragmentos discursivos: la Flórida.

## Bibliografía

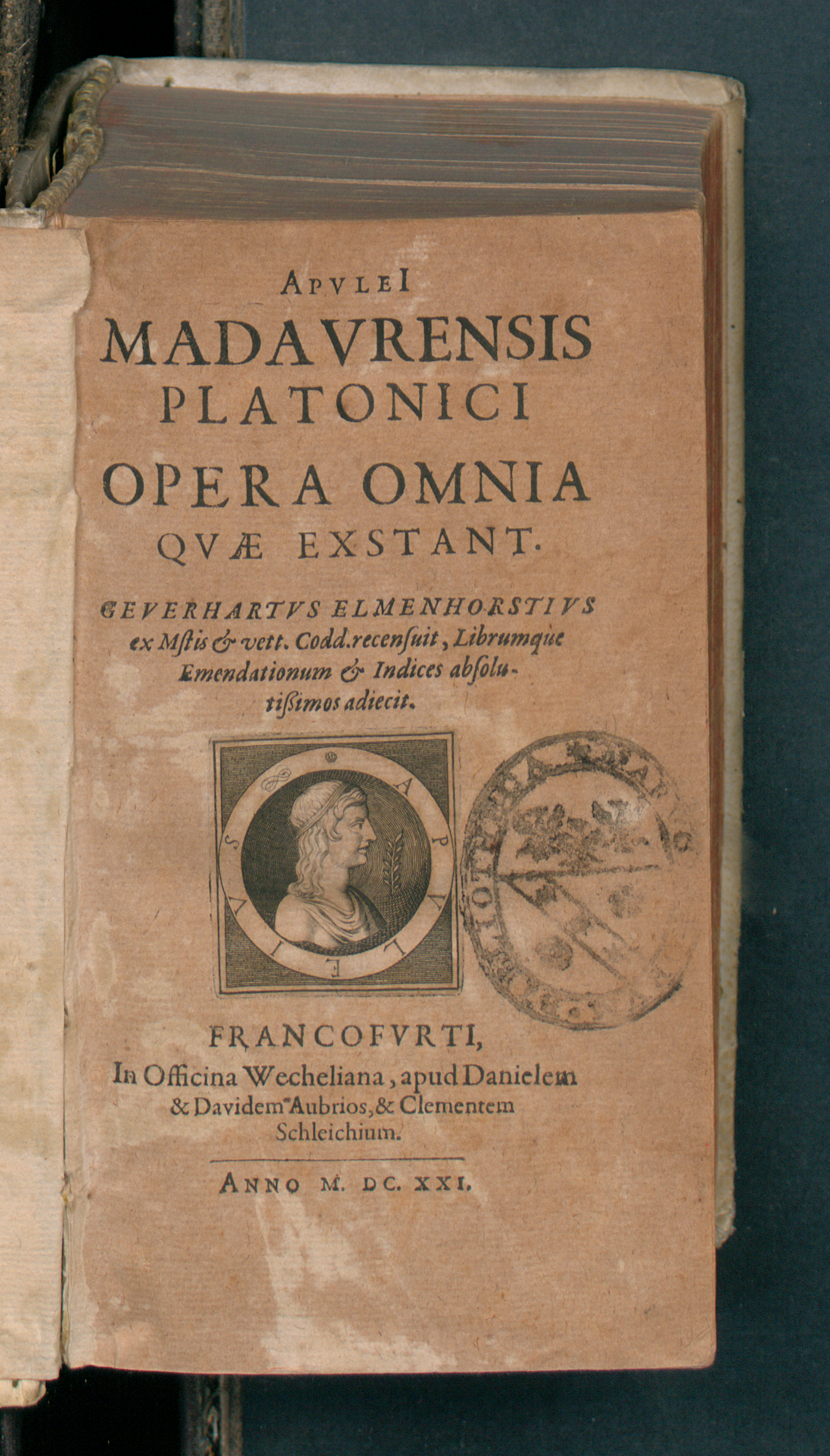
Opera omnia, 1621